# Andrew Tiernan
Andrew James Tiernan (* 30. November 1965 in Birmingham, Warwickshire, England) ist ein britischer Schauspieler. 

## Karriere
Tiernan begann im Birmingham Youth Theatre mit der Schauspielerei. 1984 zog er nach London. Dort machte er am Drama Centre London sein Diplom im Schauspiel.
Tiernan war erstmals 1989 in einem Film zu sehen, dort unter dem Namen Andy Tiernan. Es folgten weitere Rollen und Gastauftritte in TV-Serien sowie Hauptrollen in Kurzfilmen. Im 2007 erschienenen Film 300 erlangte er als Ephialtes internationale Bekanntheit.

## Filmografie
- 1989: Dead Cat
- 1989: Nice Work
- 1990: Flying
- 1990: Screen One
- 1991: End of the Road a Film About First Love
- 1991: Heißer Verdacht (Prime Suspect, Fernsehserie)
- 1991: The Chief
- 1991: Edward II
- 1993: Der Prozeß (The Trial)
- 1993: Cracker
- 1995: Two Deaths
- 1996: The Sculptress
- 1997: Schneewittchen (Snow White: A Tale of Terror)
- 1997: Face
- 1997: Playing God
- 1997: MacBeth on The Estate
- 1997, 1999, 2003, 2009: The Bill (Fernsehserie)
- 1998: The Scarlet Tunic
- 1998: Hornblower
- 1999: The Criminal
- 1999: The Protagonists
- 2000: Small Time Obsession
- 2001: Mr In-Between
- 2001: The Bunker
- 2002: Der Pianist (The Pianist)
- 2002: Red Siren (La Sirène rouge)
- 2003: Rehab
- 2004: Whose Baby?
- 2004: Waking the Dead – Im Auftrag der Toten (Waking the Dead, Fernsehserie)
- 2004: Jonathan Creek
- 2005: The Quatermass Experiment
- 2005: The Rotters’ Club (Fernsehserie)
- 2006: Snuff-Movie
- 2006: 300
- 2008: Stone’s War
- 2008: Survivors (Fernsehserie)
- 2008: New Tricks – Die Krimispezialisten (New Tricks, Fernsehserie, 1 Folge)
- 2009: Harvest (Fernsehfilm)
- 2009: Murderland (Miniserie)
- 2009, 2011: Casualty (Fernsehserie, 2 Folgen)
- 2010: Whitechapel (Fernsehserie, 2 Folgen)
- 2010: Mr. Nice
- 2011: Doctor Who (Fernsehserie)
- 2012: Merlin – Die neuen Abenteuer (Merlin, Fernsehserie)
- 2013: Der Teufelsgeiger (Paganini: The Devil's Violinist)
- 2014: 300: Rise of an Empire
- 2014: Autómata
- 2015: Silent Witness (Fernsehserie, 2 Folgen)
- 2019: Death in Paradise (Fernsehserie, 1 Folge)
- 2022: Der Liebhaber meines Mannes (My Policeman)